# Chloé Dufour-Lapointe
Chloé Dufour-Lapointe (ur. 2 grudnia 1991 w Montrealu) – kanadyjska narciarka dowolna, specjalistka w jeździe po muldach.

## Kariera
Chloé jest wicemistrzynią olimpijską w jeździe po muldach, wywalczyła srebrne medale na igrzyskach w Soczi, ulegając tylko swojej młodszej siostrze Justine Dufour-Lapointe. Jest także dwukrotną medalistką świata w jeździe po muldach podwójnych. Zajęła piąte miejsce w jeździe po muldach na igrzyskach olimpijskich w Vancouver. Najlepsze wyniki w Pucharze Świata osiągnęła w sezonie 2015/2016, kiedy to zajęła 5. miejsce w klasyfikacji generalnej, a w klasyfikacji jazdy po muldach była pierwsza.
W dniu 23 stycznia 2016 roku zapisała się w historii, stając na drugim stopniu podium między swoimi siostrami Justine i Maxime. Było to pierwsze w historii podium złożone z rodzeństwa w zawodach organizowanych przez FIS.

## Osiągnięcia

### Igrzyska olimpijskie
| Miejsce | Dzień     | Rok  | Miejscowość | Konkurencja      | Zwyciężczyni            |
| ------- | --------- | ---- | ----------- | ---------------- | ----------------------- |
| 5.      | 13 lutego | 2010 | Vancouver   | Jazda po muldach | Hannah Kearney          |
| 2.      | 8 lutego  | 2014 | Soczi       | Jazda po muldach | Justine Dufour-Lapointe |
| 17.     | 11 lutego | 2018 | Pjongczang  | Jazda po muldach | Perrine Laffont         |
| 9.      | 6 lutego  | 2022 | Pekin       | Jazda po muldach | Jakara Anthony          |

### Mistrzostwa świata
| Miejsce | Dzień       | Rok  | Miejscowość   | Konkurencja      | Zwyciężczyni            |
| ------- | ----------- | ---- | ------------- | ---------------- | ----------------------- |
| 28.     | 7 marca     | 2009 | Inawashiro    | Jazda po muldach | Aiko Uemura             |
| 15.     | 8 marca     | 2009 | Inawashiro    | Muldy podwójne   | Aiko Uemura             |
| 22.     | 2 lutego    | 2011 | Deer Valley   | Jazda po muldach | Jennifer Heil           |
| 2.      | 5 lutego    | 2011 | Deer Valley   | Muldy podwójne   | Jennifer Heil           |
| 8.      | 6 marca     | 2013 | Voss          | Jazda po muldach | Hannah Kearney          |
| 1.      | 8 marca     | 2013 | Voss          | Muldy podwójne   | -                       |
| 32.     | 18 stycznia | 2015 | Kreischberg   | Jazda po muldach | Justine Dufour-Lapointe |
| 4.      | 19 stycznia | 2015 | Kreischberg   | Muldy podwójne   | Hannah Kearney          |
| 9.      | 8 marca     | 2017 | Sierra Nevada | Jazda po muldach | Britteny Cox            |
| 11.     | 9 marca     | 2017 | Sierra Nevada | Muldy podwójne   | Perrine Laffont         |
| 7.      | 8 lutego    | 2019 | Deer Valley   | Jazda po muldach | Julija Gałyszewa        |
| DNF     | 9 lutego    | 2019 | Deer Valley   | Muldy podwójne   | Perrine Laffont         |
| 16.     | 8 marca     | 2021 | Ałmaty        | Jazda po muldach | Perrine Laffont         |
| 19.     | 9 marca     | 2021 | Ałmaty        | Muldy podwójne   | Anastasija Smirnowa     |

### Puchar Świata

#### Miejsca w klasyfikacji generalnej
- sezon 2007/2008: 37.
- sezon 2008/2009: 30.
- sezon 2009/2010: 21.
- sezon 2010/2011: 26.
- sezon 2011/2012: 12.
- sezon 2012/2013: 16.
- sezon 2013/2014: 11.
- sezon 2014/2015: 5.
- sezon 2015/2016: 5.
- sezon 2016/2017: 20.
- sezon 2017/2018: 55.
- sezon 2018/2019: 31.
- sezon 2019/2020: 81.

Od sezonu 2020/2021 klasyfikacja jazdy po muldach jest jednocześnie klasyfikacją generalną.
- sezon 2020/2021: 25.
- sezon 2021/2022: 16.

#### Miejsca na podium w zawodach
1. La Plagne – 18 marca 2009 (jazda po muldach) – 3. miejsce
2. Lake Placid – 23 stycznia 2011 (jazda po muldach) – 2. miejsce
3. Mariańskie Łaźnie – 26 lutego 2011 (muldy podwójne) – 3. miejsce
4. Åre – 9 marca 2012 (jazda po muldach) – 2. miejsce
5. Megève – 18 marca 2012 (muldy podwójne) – 3. miejsce
6. Calgary – 26 stycznia 2013 (jazda po muldach) – 2. miejsce
7. Inawashiro – 23 lutego 2013 (jazda po muldach) – 3. miejsce
8. Åre – 16 marca 2013 (muldy podwójne) – 3. miejsce
9. Calgary – 4 stycznia 2014 (jazda po muldach) – 3. miejsce
10. Deer Valley – 9 stycznia 2014 (jazda po muldach) – 2. miejsce
11. Saint-Côme – 19 stycznia 2014 (jazda po muldach) – 1. miejsce
12. Voss – 15 marca 2014 (jazda po muldach) – 2. miejsce
13. Voss – 16 marca 2014 (muldy podwójne) – 3. miejsce
14. La Plagne – 21 marca 2014 (muldy podwójne) – 2. miejsce
15. Ruka – 13 grudnia 2014 (muldy podwójne)  - 2. miejsce
16. Calgary – 3 stycznia 2015 (jazda po muldach) – 2. miejsce
17. Deer Valley – 9 stycznia 2015 (jazda po muldach) – 3. miejsce
18. Saint-Côme – 7 lutego 2015 (jazda po muldach) – 2. miejsce
19. Megève – 15 marca 2015 (muldy podwójne) – 2. miejsce
20. Ruka – 12 grudnia 2015 (muldy podwójne) – 3. miejsce
21. Saint-Côme – 23 stycznia 2016 (jazda po muldach) – 2. miejsce
22. Deer Valley – 4 lutego 2016 (jazda po muldach) – 3. miejsce
23. Tazawako – 27 lutego 2016 (jazda po muldach) – 2. miejsce
24. Tazawako – 28 lutego 2016 (muldy podwójne) – 3. miejsce
25. Saint-Côme – 21 stycznia 2017 (jazda po muldach) – 3. miejsce
26. Calgary – 28 stycznia 2017 (jazda po muldach) – 3. miejsce